# Метакино
Метакино — способ кинопроизводства, в котором фильм информирует зрителей о том, что они смотрят художественное произведение. Метакино часто ссылается на свое собственное производство, работая против повествовательных соглашений, которые направлены на сохранение приостановки неверия зрителей. Элементы метакино включают сцены, где персонажи обсуждают создание фильма или где показано производственное оборудование. Это — аналог метапрозы.

## История
Примеры метакино воспринимают первые дни создания повествовательного кино. В 1940-х годах закулисные мюзиклы и комедии, такие как «Дорога в Сингапур» и «Hellzapoppin'» выставили моду для исследования среды кино в то время, когда монополистическая хватка голливудских студий слабела, что позволило больше места для творческого самоанализа. Метакино можно идентифицировать в художественном кино 1960-х годов, например, «Восемь с половиной» или «Страсть», и ее часто можно найти в саморефлексивном кинопроизводстве французской новой волны в таких фильмах, как «Презрение» и «Американская ночь».
Метакино продолжает процветать в фильмах и комедиях, которые поощряют эксперименты с повествовательными условиями.
«Сообщество» — это ситком, в котором есть элементы метакино, особенно через Абеда Надира (Дэнни Пуди), который комментирует себя и своих друзей, например, комментирует, что они находятся в бутылочном эпизоде: «Cooperative Calligraphy», и эпизод «Messianic Myths and Ancient Peoples» состоит из того, что Абед снимает свой собственный фильм о метакино.